# Michael Silberbauer
Michael Kappelgaard Silberbauer (Støvring, 7 juli 1981) is een Deens voormalig profvoetballer die als middenvelder speelde. Aansluitend werd hij trainer.

## Clubcarrière
Michael Silberbauer speelde in de jeugd bij Støvring IF, waar hij weg werd gehaald door AaB. Zijn goede resultaten bij AaB werden beloond met een transfer naar FC Kopenhagen, waar hij in 2004, 2006 en 2007 de landstitel mee won. Na 4 jaar was hij toe aan een buitenlands avontuur. Zijn contract liep af en in 2008 vertrok hij transfervrij naar FC Utrecht. Hier werd hij al gauw een van de steunpilaren van het elftal. In zijn eerste seizoen werd hij meteen beloond met de David di Tommaso-trofee. In april 2011 werd bekend dat Silberbauer vanaf het seizoen 2011/12 speelt voor het Zwitserse BSC Young Boys. In z'n tweede seizoen werd hij verhuurd aan Odense BK en in het seizoen 2014/15 aan FC Biel-Bienne. 

## Trainersloopbaan
In 2015 beëindigde hij zijn loopbaan en werd assistent-trainer bij Biel-Bienne. Dat was hij ook bij FC Luzern. In 2019 begint hij aan zijn eerste baan als hoofdcoach bij het Canadese Pacific FC. Dat avontuur duurt tot 18 oktober 2019. Toen werd hij daar ontslagen wegens tegenvallende prestaties. Hij keerde hierna terug naar Denemarken. In augustus 2020 begint hij als assistent-trainer voor FC Midtjylland U19. Het volgende seizoen maakt hij de overstap naar FC Basel in dezelfde functie. Daar kwam 6 maanden later alweer een einde aan zijn dienstverband. Drie maanden later kon hij beginnen als assistent-trainer bij FC Utrecht, waar de technische staf werd versterkt met Dick Advocaat en Silberbauer ter ondersteuning van hoofdtrainer Rick Kruijs. In het nieuwe seizoen 2022-2023 maakte hij de overstap naar zijn oude club FC Midtjylland. De club en de assistent-trainer namen voor het einde van 2022 alweer afscheid, toen hij werd aangesteld als hoofdtrainer van FC Utrecht. Het begin van het seizoen 2023-2024 begon voor FC Utrecht met drie nederlagen op rij. Dat was reden voor ontslag. 5,5 maand later kon hij alweer aan de slag als assistent-trainer bij FSV Mainz.

## Interlandcarrière
Silberbauer heeft alle jeugdteams van Denemarken doorlopen. Sinds 2002 is hij ook Deens A-international. Onder leiding van bondscoach Morten Olsen maakte hij zijn debuut op 21 augustus 2002 in de vriendschappelijke uitwedstrijd tegen Schotland (0-1). Hij viel in dat duel na 72 minuten in voor Peter Løvenkrands. In 2006 in een interland tegen Finland maakte Silberbauer zijn eerste en tot nog toe enige treffer voor Denemarken. Silberbauer nam met Denemarken deel aan het EK voetbal 2012 in Polen en Oekraïne, waar de selectie van bondscoach Olsen in de groepsfase werd uitgeschakeld. Op de verrassende 1-0-overwinning op Nederland volgden nederlagen tegen Portugal (2-3) en Duitsland (1-2), waardoor de Denen als derde eindigden in groep B.

## Clubstatistieken
| Seizoen   | Club               | Duels | Goals | Competitie        |
| --------- | ------------------ | ----- | ----- | ----------------- |
| 2000-2001 | Aalborg BK         | 28    | 3     | SAS Ligaen        |
| 2001-2002 | Aalborg BK         | 30    | 8     | SAS Ligaen        |
| 2002-2003 | Aalborg BK         | 28    | 5     | SAS Ligaen        |
| 2003-2004 | Aalborg BK         | 19    | 4     | SAS Ligaen        |
| 2003-2004 | FC Kopenhagen      | 11    | 0     | SAS Ligaen        |
| 2004-2005 | FC Kopenhagen      | 29    | 6     | SAS Ligaen        |
| 2005-2006 | FC Kopenhagen      | 32    | 3     | SAS Ligaen        |
| 2006-2007 | FC Kopenhagen      | 30    | 9     | SAS Ligaen        |
| 2007-2008 | FC Kopenhagen      | 26    | 1     | SAS Ligaen        |
| 2008-2009 | FC Utrecht         | 33    | 3     | Eredivisie        |
| 2009-2010 | FC Utrecht         | 30    | 2     | Eredivisie        |
| 2010-2011 | FC Utrecht         | 27    | 1     | Eredivisie        |
| 2011-2012 | BSC Young Boys     | 28    | 1     | Axpo Super League |
| 2012-2013 | BSC Young Boys     | 3     | 0     | Axpo Super League |
| 2012-2013 | → Odense BK (huur) | 24    | 1     | SAS Ligaen        |
| 2013-2014 | BSC Young Boys II  | 17    | 2     | 1. Liga Classic   |
| 2014-2015 | → FC Biel-Bienne   | 23    | 0     | Challenge League  |
| Totaal    | Totaal             | 419   | 49    |                   |